# گزارش یک انقلاب شیعی: آناتولی ۸۷۸ قمری
گزارش یک انقلاب شیعی: آناتولی ۸۷۸ قمری نوشته امیرفروزان میرفندرسکی روایتی تاریخی از روی کارآمدن سلسله صفویه، بررسی ریشه‌های آن و رویارویی‌های ایران و عثمانی در سده نهم قمری است.
این کتاب در ۱۸ فصل نوشته شده‌است: کلیات، سلجوقیان، استیلای مغول، شیخ زاهد، تیموریان، اروپا، انقلاب شیعی، اسماعیل، بازدارندگی، خانقاه‌های بورسا، مسیر تجاری جدید، عبور از فرات، درگیری، اقتضائات، جزیره شاها، شب پرستاره، امید، مسیر تجاری قدیم.
در آغاز آن آمده‌است: «آناتولی شبه جزیره‌ای در غرب قاره آسیاست. امروزه شبه جزیره آناتولی در قلمرو کشور ترکیه است و بخش آسیایی آن کشور را تشکیل می‌دهد. در ۲۵۰۰ سال پیش، شبه جزیره آناتولی در شرق یونان باستان قرار داشت. دانش جغرافیایی یونانیان باستان دربارهٔ پهناوری قاره آسیا محدود بود. آن‌ها بر این باور نادرست بودند که شبه جزیره آناتولی قاره آسیاست. زمانی که یونانیان باستان به وسعت قاره آسیا پی بردند و دانستند که آناتولی بخشی کوچکی از قاره آسیاست، این سرزمین را «آسیای صغیر» نامیدند. شبه جزیره آناتولی تا قرن پنجم قمری/یازدهم میلادی در حاکمیت امپراتوران بیزانس یا روم شرقی بود. در دوره بیزانس، آناتولی نام یونانی آناتولیا را حفظ کرد. در منابع اسلامی آناتولی را «بلاد روم» نامیده‌اند. در دوره حکومت سلجوقیان ایران، واژه «ترکیه» به شبه جزیره آناتولی گفته شد. در دوره حکومت عثمانی واژه «آناتولی» بیشترین کاربرد را برای این شبه جزیره داشت. آناتولی را از سمت شمال دریای سیاه، از سمت غرب دریاهای مرمره و اژه و از سمت جنوب دریای مدیترانه احاطه کرده‌است. دریای مرمره، جداکننده آناتولی از قاره اروپاست و اتصال دهنده دریاهای سیاه و اژه از طریق تنگه‌های بسفر در شمال و داردانل در جنوب است. آناتولی از شرق به ایران و از جنوب شرقی به سرزمین‌های بین‌النهرین و شام دسترسی دارد. رودهای دجله، فرات، کورا و ارس از آناتولی سرچشمه می‌گیرند.»

## سخن نویسنده
نویسنده می‌گوید: روایت مردمان را خواندم، با مردمان روایت زندگی کردم و روایت آن مردمان را نوشتم. این کتاب مسیر رویدادهای تاریخی را از رونق قونیه در زمان سلاجقه دوم تا سقوط قاهره به دست عثمانی در هجده فصل پیگیری می‌کند. فصول هجده‌گانه این کتاب همانند هجده تابلوی نقاشی در کنار هم قرار گرفته‌است. با این هدف که ذوق یادگیری خواننده در جایگاه کشف قرار گیرد. این کتاب یک اثر ارزشمند پژوهشی است که به ۲۷۰ کتاب و مقاله معتبر علمی استناد کرده‌است. این اثر یک نگاه نو و یک حرف تازه در تاریخ‌نگاری معاصر به زبان فارسی است.

## بخش‌هایی از کتاب
کتاب به واقعه‌ای تاریخی در ۵۶۴ سال قبل می‌پردازد. زمانی که یک انقلاب شیعی بخشی از ایران را دربر گرفت و شکل‌دهنده آن، ترکمان بودند. سردمدار این جنبش اوزون‌حسن آق‌قویونلوی ترکمن‌الاصل بود؛ کسی‌که پایه‌گذار سلسله آق‌قویونلوها بود و ۲۵ سال حکومت کرد.
او وقتی در سال ۸۵۷ قمری (۱۴۵۳ میلای) شروع به گسترش نفوذش بر سرزمین‌های مجاور کرد، جهانشاهِ قراقویونلو بر ایران حکومت می‌کرد. در همین سال، هفتمین پادشاه عثمانی یعنی سلطان محمد دوم مشهور به سلطان محمد فاتح، قسطنطنیه را فتح کرد و آن را اسلامبول نامید.
نبرد میان اوزون‌حسن ادامه داشت تا اینکه با مرگ جهانشاه در «در بامداد پنجم ربیع‌الثانی ۸۷۲/ ۱۲ نوامبر ۱۴۶۷ در جنگ سنجق» (ص. ۶۹) پایان گرفت و «پایتخت بایندرها را از دیار بکر به تبریز انتقال داد» و از آن مهم‌تر، تحت امر قرار گرفتن خانقاه اردبیل بود. «در مرزهای غربی قلمرو بایندری، محمد دوم عثمانی به‌سرعت در حال احیای مجدد امپراتوری عثمانی بود. اوزون‌حسن از عواقب قدرت‌گیری روزافزون حکومت عثمانی در همسایگی خود بیمناک بود.» (ص ۶۳)
اختلاف اوزون‌حسن با عثمانی‌ها از هفت‌سال پیش آغاز شده بود. در نهایت «محمد دوم عثمانی با فتح ترابوزان، اوزون‌حسن را به تواضع مجبور کرد.» (ص ۸۳) اما دوازده‌سال بعد، «اوزون‌حسن پیروزی‌های درخشانی در کارنامه خود داشت. این پیروزی‌ها اعتماد به نفس و انرژی لازم را به وی برای پیگیری و ادامه تنش و درگیری با عثمانی می‌داد.» (ص ۸۳)
روزی که جنگ آغاز شد، «در ۲۹ ذیحجه ۸۷۷/ ۵ ژوئن ۱۴۷۳، آناتولی و ایران شاهد یک خورشیدگرفتگی کامل بود.» (ص ۸۳) محل جنگ، دو شهرِ توقات و سیواس بود و البته این اوزون‌حسن بود که جنگ را آغاز کرد. در حالی که «ارتش بایندر [یعنی اوزون‌حسن] در مهندسی لجستیکِ واحدهای توپخانه ضعیف بود. توپ‌های موجود در ارتش بایندری بسیار سنگین بودند. ارتش بایندر دانش ساخت ارابه‌های چوبی بادوام برای جابه‌جایی توپ‌های جنگی را نداشت.» (ص ۸۴)
اوزون‌حسن در نهایت شکست خورد؛ تابستان یک‌سال بعد یعنی «در ۱۶ ربیع‌الاول ۸۷۸/ ۲۰ اوت ۱۴۷۳، ارتش مشترک محمد دوم عثمانی و شاهزاده شورشی [فرزند ارشد اوزون‌حسن]، در حمله‌ای هماهنگ و گازانبری در محلی به نام اتلق‌بئلی، اوزون‌حسن را شکست دادند. این جنگ به «اتلق‌بئلی» معروف شد. اتلق‌بئلی در ۶۰ کیلومتری شمال‌غربی ترجان در حوزه سرچشمه رودهای فرات و چوروخ قرار دارد. امروزه یادمان این جنگ در غرب روستای اتلق‌بئلی در کشور ترکیه واقع است. در این جنگ زنیل بایندر، پسر نوجوان اوزون‌حسن و حاکم قزوین کشته شد. از پیامدهای شکست اتلق‌بئلی این بود که اوزون‌حسن محبوبیت، مشروعیت و اعتبار خود را در آناتولی از دست داد.» (ص ۸۶) و با وجود این شکست، «بین ایران و عثمانی صلح برقرار نشد. در زمانه خلایل بایندر، پسر و جانشین اوزون‌حسن، مناسبات دوستانه مجدداً با عثمانی شکل گرفت.»
«پیامد شکست حکومت بایندر در جنگ اتلق‌بئلی، عثمانی‌شدن آناتولی شرقی را به همراه داشت. قوانین مالیاتی ناعادلانه و انعطاف‌ناپذیر حکومت عثمانی با رفتاری سختگیرانه مأموران حکومتی، مردم آناتولی را به ستوه آورده بود. از قدیم‌الایام، خانقاه اردبیل اعتبار و نفوذ ریشه‌داری بین مردم در آناتولی داشت. در این زمانه میان صدها خانقاه در سراسر قلمرو عثمانی، آناتولی و ایران، فقط و فقط خانقاه اردبیل بود که از نظر عقیدتی مورد تأیید حکومت عثمانی نبود. از این رو، خانقاه اردبیل به یک پایگاه انقلاب شیعی و مقاومت برای مردم آناتولی به‌منظور رهایی از ظلم و جور حکومت‌های عثمانی تبدیل شد.» (ص. ۹۰) در حالی که «در آناتولی یک جریان انقلاب شیعی در حال رشد و بالندگی بود. هر روز گروه‌های مهاجرین آناتولی به اردبیل وارد می‌شدند. آنها با شور و نشاط وصف‌ناشدنی به اردبیل می‌آمدند. آنها مردمانی بودند که به کار و سخت‌کوشی برای کسب رزق حلال افتخار می‌کردند. حاصل اسکان آنها در اردبیل، رونق شگفت‌انگیز کسب و کار در این شهر بود. در این زمانه آناتولی به اشغال حکومت عثمانی درآمده بود. مردم مهاجر آناتولی آرمان‌های استقلال‌طلبانه و آزادی‌خواهانه شیعی را برای آزادی آناتولی از حکومت عثمانی مطرح می‌کردند. این مردم پایه‌گذاران شیعه انقلابی در آناتولی بودند. حضور مردم آناتولی در اطراف خانقاه اردبیل از جمله اولین تلاش‌ها و انقلاب‌های مردمی در مقیاس بزرگ در تاریخ ایران و آناتولی است.» (ص ۹۲)
«این مردم صفوف یک ارتش ضدعثمانی را تشکیل دادند.» (ص. ۹۱) و به همین دلیل «مردم آناتولی نقش اساسی و بی‌بدیلی در روی کار آوردن سلسله صفوی داشتند. اوزون حسن، معاصر جنید و حیدر بود. موفقیت چشمگیر سیاسی و نظامی خانقاه اردبیل حاصل حمایت‌های بی‌دریغ اوزون‌حسن بود.» (ص. ۹۱) که زمستانِ چهارسال بعد، یعنی «در شب عید فطر ۸۸۲/ ۱۴ ژانویه ۱۴۷۸، اوزون‌حسن که خود را «بنده مخلص دولت‌خواه و بی‌اشتباه» می‌نامید، فوت شد. اوزون‌حسن را در باغ نصریه تبریز دفن کردند.» (ص. ۹۱)
این انقلاب شیعی به تشکیل حکومت صفوی منجر شد که سرسلسله آن، شاه‌اسماعیل، نوه اوزون‌حسن بود؛ «در سال ۸۷۸ ق. / ۱۴۷۳ م. اوزون‌حسن دختر خود را به نام شاهزاده‌خانم حلیمه بایندر را که به «عالمشاه» ملقب بود، به ازدواج حیدر صفوی، خواهرزاده خود درآورد… در ۲۵ رجب ۸۹۲/ ۲۶ ژوئیه ۱۴۸۷، اسماعیل در اردبیل متولد شد. اسماعیل حاصل ازدواج حیدر صفوی و حلیمه بایندر است.» (ص ۷۰).

## فصل‌بندی کتاب
فصل اول: کلیات با زیرعنوان‌های توأمان، بارانلوها، بایندرها، عثمانی و تبار مشترک
فصل دوم: سلجوقیان با زیرعنوان‌های سلاجقه روم، اولین مهاجرت ترکمانان خراسان به آناتولی و بنی‌عمار
فصل سوم: استیلای مغول با زیرعنوان‌های دومین مهاجرت ترکمانان خراسان به آناتولی، کیقباد اول سلجوقی و جهانگیر و جهاندار
فصل چهارم: شیخ‌زاهد با زیرعنوان‌های اسپهدان، شیخ صفی‌الدین اردبیلی، غازان ایلخانی، دشتوند و امیران محلی سلاجقه روم
فصل پنجم: تیموریان با زیرعنوان‌های شهر سنگ باران، جنگ آنقره، شیخ‌شاه و جنید
فصل ششم: اروپا با زیرعنوان‌های حیدر، بندر ترابوزان، امیرنشین قرامان، جمهوری ونیز، جنگ اتلق‌بئلی
فصل هفتم: انقلاب شیعی با زیرعنوان‌های اصلاحات غازانی و سومین مهاجرت ترکمانان
فصل هشتم: اسماعیل با زیرعنوان‌های جنگ دارتانات، لاهیجان، خروج، گرجستان، جنگ جیانی، فتح تبریز و اجرای عدالت فصل نهم: بازدارندگی با زیرعنوان‌های تبعید، مهاجرت نخبگان بایندری، شیبانی، محمد دوم عثمانی، استانبول بدون سلطان، ظهیرالدین محمد تیموری، یادگارمحمد تیموری، نجم ثانی و هزاره
فصل دهم: خانقاه‌های بورسا با زیرعنوان‌های علما و شیوخ، ینی‌چری، بایزید دوم، سلطان سلیم عثمانی و احمد عثمانی
فصل یازدهم: مسیر تجاری جدید با زیرعنوان‌های ابریشم، صدور انقلاب، مصر، شجرالدور، وافدیه و جنگ نرم‌افزاری
فصل دوازدهم: عبور از فرات با زیرعنوان‌های رقص گرگ، الشکیرت، راهکارها
فصل سیزدهم: درگیری با زیرعنوان‌های اردوی جنگی تخت روان، ستاد شاه‌گلن و راهکار چهارم
فصل چهاردهم: اقتضائات با زیرعنوان‌های چپ‌دست و اسماعیل غازی
فصل پانزدهم: جزیره شاها با زیرعنوان‌های شاهزاده مراد عثمانی در چالدران، همسویی سیاسی، رؤیای شیرین، کشور دهر، ملکه تاجلو و باشکوی
فصل شانزدهم: با عنوان شب پرستاره با زیرعنوان‌های اضمحلال، شیاد، قاسم عثمانی و ممالیک
فصل هفدهم: امید با زیرعنوان‌های خوف و رجا، سنان‌پاشا، مورخین بایندر، خیمه‌شب‌بازان، مشروعیت، قلمدان، کاخ گلستان و جبل‌عامل
فصل هجدهم: با عنوان مسیر تجاری قدیم با زیرعنوان‌های شبه‌جزیره ایبِری، اندلس، دوره کج‌رفتار و آغاز جنگ اقتصادی.